# نگونگ، کنیا
نگونگ (به انگلیسی: Ngong) شهری در استان ریفت والی واقع در کشور کنیا است که در سال ۱۹۹۹ میلادی ۲۰٫۷۰۱ نفر جمعیت داشته و جمعیت آن در سال ۲۰۰۵ میلادی به ۳۲٫۷۹۵ نفر رسیده‌است.